# Blade: Trinity
Blade: Trinity és una pel·lícula estatunidenca d'acció de 2004, dirigida per David S. Goyer. És la tercera part de Blade, la popular saga de pel·lícules sobre vampirs, i igual que en els dos primers films és protagonitzada per Wesley Snipes. L'any 2006 va estar nominada al Premi Saturn a la millor pel·lícula de terror.

## Argument
En el cor del desert iraquià els líders dels vampirs estan ressuscitant en Dràcula, la terrible criatura que va ser l'origen de la seva raça. Actualment conegut com a Drake (Dominic Purcell), aquest esgarrifós vampir té poders únics que li permeten aguantar la llum. Una complicació afegida per Blade (Wesley Snipes) és la decisió dels líders vampirs de llançar una campanya difamatòria contra ell qualificant-lo de monstre assassí. Quan Blade i Whistler (Kris Kristofferson) tenen un enfrontament amb l'Agent Cumberland (James Remar) de l'FBI que queda clar que el caçador de vampirs necessita ajuda. De mala gana forma equip amb els Nightstalkers, un grup de caçadors de vampirs humans encapçalat per la filla il·legítima de Whistler, Abigail (Jessica Biel) i el Hannibal King (Ryan Reynolds). Mentre la seva científica cega Sommerfield (Natascha Lyonne) treballa per solucionar definitivament el problema dels vampirs, els Night-Stalkers emprenen una sèrie de batalles ferotges contra la poderosa vampiressa Danica Talos (Parker Posey), els seus acòlits Asher i Grimwood), i els seus exèrcits de la foscor. Finalment, Blade s'enfrontarà al major vampir de la història i el que estarà en joc serà el seu propi destí i el de tota la humanitat.

## Música
Banda sonora de la pel·lícula Blade: Trinity
| Núm. | Títol                       | Artist                               | Durada |
| ---- | --------------------------- | ------------------------------------ | ------ |
| 1.   | «Fatal»                     | RZA                                  | 3:43   |
| 2.   | «I Gotta Get Paid»          | Lil Flip, Ghostface Killah & Raekwon | 3:49   |
| 3.   | «When the Guns Come Out»    | WC, E-40 & Christ Bearer             | 4:09   |
| 4.   | «Thirsty»                   | Ol' Dirty Bastard & Black Keith      | 4:04   |
| 5.   | «Daywalkers»                | Ramin Djawadi & RZA                  | 2:34   |
| 6.   | «Party in tha Morgue»       | Kool Keith & Thee Undatakerz         | 6:56   |
| 7.   | «Skylight»                  | Overseer                             | 4:59   |
| 8.   | «This Blood»                | Black Lab                            | 3:06   |
| 9.   | «Bombs Away»                | Paris, Texas                         | 3:28   |
| 10.  | «Weapons of Mad Distortion» | The Crystal Method                   | 4:50   |
| 11.  | «Hard Wax»                  | Manchild                             | 4:08   |
| 12.  | «Blade's Back»              | Ramin Djawadi                        | 4:03   |

## Crítica
- "Oblidable i sense suspens" Stephen Holden: The New York Times[3]

- No té del fil narratiu agut i la fresca claredat del còmic dels films anteriors, i recorre massa fàcilment a escenes de lluites sense ordre que tenen tants talls que no té qualsevol tipus de forma o ritme. "Roger Ebert: Chicago Sun-Times[3]

- "L'única que sembla estar gaudint és Parker Posey, campant al seu aire com un dels vampirs."Jonathan Rosenbaum: Chicago Reader.[3]

## Al voltant de la pel·lícula

### Anecdotari
- Es va eliminar un final del muntatge definitiu, en el qual apareixia un grup caçant a un híbrid de vampir i home-llop en un casino.[4]

- El nom del presentador és Bentley Tittle (Eric Bogosian), un homenatge a l'escriptor de terror.[4]

- El venedor borni de diaris que parla amb Whistler (Kris Kristofferson), és en realitat el director de fotografia, Gabriel Beristain.[4]

- En la lluita amb espasa entre Dràcula i Blade se li queda enganxada l'espasa en una columna d'una forma semblant a la que li passava a Christopher Lambert en la lluita inicial de la pel·lícula "Els Immortals".

- La pel·lícula que Hannibal King (Ryan Reynolds) està veient a la pantalla quan està a la llitera tombat i ferit, és "Incubus" una pel·lícula de Leslie Stevens rodada íntegrament en esperanto el 1965.

- Quan Hannibal King està parlant amb Blade sobre el retorn de Dràcula, li mostra l'exemplar n º 55 del còmic "Tomb of Dracula". En el còmic de Marvel, "Tomb of Dracula", al n º 10 va ser on el personatge Blade va fer la seva primera aparició.

- Els productors estaven tan satisfets amb la interpretació de Paul Michael Levesque (HHH), que van exigir als guionistes modificar el guió perquè tingués més presència a la pel·lícula.[5]

- Van oferir el paper de Danica Talos a la Sarah Michelle Gellar, però ella la va rebutjar.[5]

- Colin Farrell va rebutjar el paper d'Hannibal King.[5]

- Ryan Reynolds va engreixar 11 quilos de múscul especialment per interpretar a Hanibal King.[5]

- Guillermo del Toro va rebutjar l'oferta de dirigir Blade Trinity perquè estava treballant en el projecte " Hellboy ", així que David S. Goyer va ser l'encarregat de dirigir-lo.[5]

- Al principi el director va tenir una idea per a la pel·lícula en la qual la trama transcorreria molts anys després del que ha passat a Blade II, on els humans serien els esclaus dels vampirs, els quals haurien aconseguit dominar el món i on l'única esperança que tindria la humanitat seria Blade. Al final va decidir abandonar la idea perquè la considerava massa fosca.[5]

- El disseny de la boca dels gossos és el mateix que el de Reaper a Blade II, 2002.[5]

- La noia gòtica de la botiga de productes de vampirs, porta una samarreta amb el nom de la banda Motörhead, la qual va ser la creadora del tema d'entrada de HHH (Paul Michael Levesque), qui també surt a Blade Trinity interpretant a Jarko Grimwood.[5]

### Pífies i errades
- Quan Hannibal King entra a la sala d'interrogatoris per rescatar Blade i li posa el sèrum a la boca. La següent escena on es veu al germà de Danica Talos agafant una taula per protegir-se dels trets es pot apreciar que blade no porta res a la boca.

- Jessica Biel va trencar sense voler una càmera valorada en 300.000 $ per no apuntar bé amb l'arc.[5]

## Repartiment
- Wesley Snipes: Eric Brooks / Blade
- Kris Kristofferson: Abraham Whistler
- Jessica Biel: Abigail Whistler
- Ryan Reynolds: Hannibal King
- Dominic Purcell: Dracula / Drake
- Parker Posey: Danica Talos
- Callum Keith Rennie: Asher Talos
- Triple H: Jarko Grimwood
- Natasha Lyonne: Sommerfield
- Haili Page: Zoey Sommerfield
- John Michael Higgins: Dr. Edgar Vance
- Mark Berry: Cap de policia Martin Vreede
- Patton Oswalt: Hedges
- James Remar: Agent Ray Cumberland
- Michael Rawlins: Agent Wilson Hale
- Eric Bogosian: Bentley Tittle
- Ron Selmour: Dex
- Christopher Heyerdahl: Caulder

## Premis i nominacions
| Any  | Premi         | Guardó                             | Categoria            | Actor         | Resultat |
| ---- | ------------- | ---------------------------------- | -------------------- | ------------- | -------- |
| 2006 | Premis Saturn | Cinescape Genre Face of the Future | Pel·lícula de terror | Blade Trinity | Nominat  |

## La saga
- Blade (1998)
- Blade II (2002)
- Blade: The Series (2006)